# Норман Кемп Смит
Норман Кемп Смит (енгл. Norman Kemp Smith; 1872.–1958) је шкотски филозоф, предавач на универзитету Принстон и професор логике и метафизике на Единбуршком универзитету. Рођен је у Дандију, Шкотска, као Норман Смит, а када се оженио 1910. г. поред имена је додао презиме супруге Ејми Кемп.

## Каријера
Кемп Смит је докторирао 1902. г. на универзиту Сент Ендруз. Од 1906. до 1916. г. је предавао филозофију и психологију на Принстону, а од 1919. до 1945. у Единбургу. Најпознатији је као преводилац на енглески језик дела „Критика чистог разума“ од немачког филозофа Имануела Канта (1929) који се сматра стандардним преводом тог језика. Његове коментаре Кантових дела, Дејвид Хјум и други су лично високо ценили. Од 1947. до 1948. г. је био председник Аристотеловог друштва.
Филозофи широм света су сматрали његов превод „Критика чистог разума“ за чак бољи од немачког оригинала и као таквог неки немачки професори су га препоручивали студентима који добро владају енглеским језиком.

## Дела и чланци
- Studies in the Cartesian Philosophy („Осврт на Декартову филозофију“), (New York: Macmillan, 1902)
- "The Naturalism of Hume (I)" и "The Naturalism of Hume (II)", Mind, 14 (1905) бр. 54 и 55: 149–73 и 335–47 („Натурализам Хјума“ - I и II)
- "Subjectivism and Realism in Modern Philosophy", The Philosophical Review, 17 (1908) бр. 2: 138–48 („Субјективност и реализам у савременој филозофији“)
- "How Far Is Agreement Possible in Philosophy?", The Journal of Philosophy, Psychology, and Scientific Methods, 9 (1912) бр. 26: 701–11 („До ког степена може доћи договор у филозофији“)
- "Kant’s Relation to Hume and Leibniz", The Philosophical Review, 24 (1915) бр. 3: 288–96 („Кантова веза са Хјумом и Лајбницом“)
- A Commentary to Kant’s 'Critique of Pure Reason' (London: Macmillan, 1918), (Коментар на Кантове критике здравог разума)
- Prolegomena to an Idealist Theory of Knowledge (London: Macmillan, 1924), („Предговор за идеалистичку теорију знања“)
- The Philosophy of David Hume: A Critical Study of Its Origins and Central Doctrines (London: Macmillan, 1941), („Филозофија Дејвида Хјума: Критичан осврт његовог порекла и централне доктрине“)
- New Studies in the Philosophy of Descartes (1951), („Нови осврт на филозофију Декарта“)

## Наводи
1. ↑  Норман Кемп Смит (1872—1958), Филозофски факултет, Единбуршки универзитет. прегл. 5 ноември 2009 (језик: енглески)